# Forest Montgomery
Forest Hill Montgomery (* 22. August 1874 in Cleveland, Ohio; † 7. Mai 1947) war ein US-amerikanischer Tennisspieler.

## Biografie
Montgomery nahm bei den Olympischen Sommerspielen 1904 in St. Louis am Tenniswettbewerb teil. Im Einzel kam er nach einem Freilos zum Auftakt nicht über die zweite Runde hinaus, wo er dem späteren Olympiasieger Beals Wright unterlag. Im Doppel trat er mit Stewart Tritle an. Die beiden unterlagen zum Auftakt der Paarung aus Charles Cresson und Semp Russ.
1905 war er Leiter des Bibliotheksbüros in St. Louis.